# Serie A 2024-2025 (hockey in-line)
La Serie A 2024-2025 è stata la 29ª edizione del massimo campionato italiano di hockey in-line. La stagione regolare del torneo ha avuto inizio il 5 ottobre 2024 e si è conclusa il 15 marzo 2025 mentre i play-off scudetto per l'assegnazione del titolo sono scattati il 22 marzo con la prima gara dei quarti di finale e sono terminati con la disputa di gare 3 della finale scudetto il 30 aprile 2025.
Lo scudetto è stato conquistato dal Vicenza per la prima volta nella sua storia .

## Formula

### Stagione regolare
La prima fase (stagione regolare) si svolge secondo la formula del girone all'italiana: ogni formazione affronta tutte le altre due volte, una presso la propria pista (partita in casa), una presso la pista avversa (partita in trasferta). Vengono assegnati tre punti alla squadra che vince una partita nei tempi regolamentari, due punti alla squadra che vince l'incontro ai tempi supplementari o ai rigori, un punto alla squadra sconfitta ai tempi supplementari o ai rigori e zero alla squadra sconfitta nei tempi reolamentari.

### Play-off scudetto
Le squadre classificate dalla prima all'ottava posizione in classifica disputano i play-off scudetto con la formula dell'eliminazione diretta (quarti al meglio delle tre partite; semifinali e finale al meglio delle cinque). La società vincitrice dei play-off conquista il titolo di squadra campione d'Italia.

### Play-out salvezza
Le squadre classificate dalla nona alla decima posizione in classifica disputano i play-out con la formula dell'eliminazione diretta (turno unico al meglio delle tre partite). La società vincitrice ottiene la permanenze in serie A mentre la squadra sconfitta retrocede in serie B.

## Squadre partecipanti
| Club                    | Stagione | Città              | Stagione precedente                                     |
| ----------------------- | -------- | ------------------ | ------------------------------------------------------- |
| Asiago Vipers           | dettagli | Asiago (VI)        | 2º in Serie A, finale dei play-off scudetto             |
| Cittadella              | dettagli | Cittadella (PD)    | 6º in Serie A, semifinale dei play-off scudetto         |
| CUS Verona              | dettagli | Verona             | 4º in Serie A, semifinale dei play-off scudetto         |
| Edera Trieste           | dettagli | Trieste            | 5º in Serie A, quarti di finale dei play-off scudetto   |
| Fox Legnaro             | dettagli | Legnaro (PD)       | 3º in Serie A, quarti di finale dei play-off scudetto   |
| Libertas Forlì          | dettagli | Forlì              | 2º in Serie B, finale dei play-off promozione, promosso |
| Milano                  | dettagli | Milano             | 1º in Serie A, vince i play-off scudetto                |
| Old Style Torre Pellice | dettagli | Torre Pellice (TO) | 7º in Serie A, quarti di finale dei play-off scudetto   |
| Vicenza                 | dettagli | Vicenza            | 1º in Serie B, vince i play-off promozione, promosso    |
| Tergeste Tigers         | dettagli | Trieste            | 8º in Serie A, quarti di finale dei play-off scudetto   |

## Stagione regolare

### Classifica finale
|  | Pos. | Squadra                 | Pt | G  | V  | VR | PR | P  | GF  | GS  | DR   |
|  | ---- | ----------------------- | -- | -- | -- | -- | -- | -- | --- | --- | ---- |
|  | 1.   | Milano                  | 50 | 18 | 16 | 1  | 0  | 1  | 88  | 27  | +61  |
|  | 2.   | Vicenza                 | 49 | 18 | 16 | 0  | 1  | 1  | 159 | 33  | +126 |
|  | 3.   | Asiago Vipers           | 41 | 18 | 12 | 2  | 1  | 3  | 93  | 52  | +41  |
|  | 4.   | Fox Legnaro             | 28 | 18 | 7  | 3  | 1  | 7  | 64  | 68  | -4   |
|  | 5.   | Libertas Forlì          | 26 | 18 | 7  | 2  | 1  | 8  | 45  | 62  | -17  |
|  | 6.   | Tergeste Tigers         | 23 | 18 | 6  | 2  | 1  | 9  | 50  | 71  | -21  |
|  | 7.   | Cittadella              | 21 | 18 | 6  | 1  | 1  | 10 | 69  | 97  | -28  |
|  | 8.   | Edera Trieste           | 17 | 18 | 4  | 1  | 3  | 10 | 48  | 101 | -53  |
|  | 9.   | CUS Verona              | 11 | 18 | 3  | 0  | 2  | 13 | 30  | 78  | -48  |
|  | 10.  | Old Style Torre Pellice | 4  | 18 | 0  | 1  | 2  | 15 | 33  | 90  | -57  |

Legenda:
  Squadra ammessa ai play-off scudetto.
  Squadra ammessa ai paly-out salvezza.
Note:
Tre punti a vittoria, due per la vittoria ai tempi supplementari/tiri di rigore, uno per la sconfitta ai tempi supplementari/tiri di rigore, zero a sconfitta.
In caso di arrivo di due o più squadre a pari punti, la graduatoria finale è stilata secondo la classifica avulsa tra le squadre interessate che prevede, in ordine, i seguenti criteri:
- punti negli scontri diretti;
- differenza reti negli scontri diretti;
- differenza reti generale;
- reti realizzate in generale;
- sorteggio.

### Risultati
| Andata (1ª) | Andata (1ª) | Prima giornata                        | Ritorno (10ª) | Ritorno (10ª) |
|             |             |                                       |               |               |
| 5 ott.      | 11-1        | Vicenza-Fox Legnaro                   | 10-0          | 14 dic.       |
| 5 ott.      | 4-1         | Libertas Forlì-Edera Trieste          | 2-1           | 6 gen.        |
| 5 ott.      | 7-3         | Tergeste Tigers-Cittadella            | 0-5           | 14 dic.       |
| 5 ott.      | 6-0         | Milano-CUS Verona                     | 5-1           | 14 dic.       |
| 5 ott.      | 2-6         | Old Style Torre Pellice-Asiago Vipers | 3-6           | 14 dic.       |

| Andata (2ª) | Andata (2ª) | Seconda giornata                   | Ritorno (11ª) | Ritorno (11ª) |
|             |             |                                    |               |               |
| 12 ott.     | 3-2         | CUS Verona-Old Style Torre Pellice | 4-1           | 11 gen.       |
| 12 ott.     | 7-5         | Cittadella-Libertas Forlì          | 3-4           | 11 gen.       |
| 12 ott.     | 1-2         | Fox Legnaro-Milano                 | 0-3           | 11 gen.       |
| 12 ott.     | 0-9         | Edera Trieste-Vicenza              | 1-21          | 11 gen.       |
| 12 ott.     | 9-2         | Asiago Vipers-Tergeste Tigers      | 4-8           | 11 gen.       |

| Andata (3ª) | Andata (3ª) | Terza giornata                      | Ritorno (12ª) | Ritorno (12ª) |
|             |             |                                     |               |               |
| 19 ott.     | 12-3        | Vicenza-Libertas Forlì              | 4-2           | 18 gen.       |
| 19 ott.     | 7-0         | Tergeste Tigers-CUS Verona          | 2-1           | 18 gen.       |
| 19 ott.     | 12-1        | Milano-Edera Trieste                | 5-2           | 18 gen.       |
| 19 ott.     | 3-4         | Old Style Torre Pellice-Fox Legnaro | 1-5           | 18 gen.       |
| 19 ott.     | 9-1         | Asiago Vipers-Cittadella            | 8-4           | 18 gen.       |

| Andata (4ª) | Andata (4ª) | Quarta giornata                       | Ritorno (13ª) | Ritorno (13ª) |
|             |             |                                       |               |               |
| 26 ott.     | 6-0         | Fox Legnaro-Tergeste Tigers           | 5-4           | 25 gen.       |
| 26 ott.     | 0-10        | Cittadella-Vicenza                    | 3-6           | 25 gen.       |
| 26 ott.     | 0-1         | CUS Verona-Asiago Vipers              | 2-8           | 25 gen.       |
| 26 ott.     | 1-2         | Libertas Forlì-Milano                 | 1-5           | 25 gen.       |
| 26 ott.     | 5-2         | Edera Trieste-Old Style Torre Pellice | 4-3 (dts)     | 25 gen.       |

| Andata (5ª) | Andata (5ª) | Quinta giornata                        | Ritorno (14ª) | Ritorno (14ª) |
|             |             |                                        |               |               |
| 9 nov.      | 2-3         | CUS Verona-Cittadella                  | 2-5           | 8 feb.        |
| 9 nov.      | 5-4         | Milano-Vicenza                         | 3-5           | 8 feb.        |
| 9 nov.      | 4-1         | Tergeste Tigers-Edera Trieste          | 2-1 (dts)     | 8 feb.        |
| 9 nov.      | 2-3         | Old Style Torre Pellice-Libertas Forlì | 3-4 (dts)     | 8 feb.        |
| 9 nov.      | 3-2         | Asiago Vipers-Fox Legnaro              | 5-2           | 8 feb.        |

| Andata (6ª) | Andata (6ª) | Sesta giornata                  | Ritorno (15ª) | Ritorno (15ª) |
|             |             |                                 |               |               |
| 16 nov.     | 10-1        | Vicenza-Old Style Torre Pellice | 13-1          | 15 feb.       |
| 16 nov.     | 5-4 (dts)   | Fox Legnaro-CUS Verona          | 3-2           | 15 feb.       |
| 16 nov.     | 3-5         | Cittadella-Milano               | 1-5           | 15 feb.       |
| 16 nov.     | 1-2 (dts)   | Libertas Forlì-Tergeste Tigers  | 4-2           | 15 feb.       |
| 16 nov.     | 3-4 (dts)   | Edera Trieste-Asiago Vipers     | 1-8           | 15 feb.       |

| Andata (7ª) | Andata (7ª) | Settima giornata               | Ritorno (16ª) | Ritorno (16ª) |
|             |             |                                |               |               |
| 23 nov.     | 5-3         | CUS Verona-Edera Trieste       | 0-4           | 22 feb.       |
| 23 nov.     | 6-7 (dts)   | Fox Legnaro-Cittadella         | 6-5 (dts)     | 22 feb.       |
| 23 nov.     | 1-4         | Tergeste Tigers-Vicenza        | 2-10          | 22 feb.       |
| 23 nov.     | 1-4         | Old Style Torre Pellice-Milano | 0-3           | 22 feb.       |
| 23 nov.     | 6-1         | Asiago Vipers-Libertas Forlì   | 2-1           | 22 feb.       |

| Andata (8ª) | Andata (8ª) | Ottava giornata                    | Ritorno (17ª) | Ritorno (17ª) |
|             |             |                                    |               |               |
| 30 nov.     | 7-3         | Vicenza-Asiago Vipers              | 4-5 (dts)     | 8 mar.        |
| 30 nov.     | 8-0         | Milano-Tergeste Tigers             | 6-0           | 8 mar.        |
| 30 nov.     | 1-0         | Libertas Forlì-CUS Verona          | 3-2 (dts)     | 8 mar.        |
| 30 nov.     | 1-2         | Old Style Torre Pellice-Cittadella | 4-7           | 8 mar.        |
| 30 nov.     | 2-3 (dts)   | Edera Trieste-Fox Legnaro          | 1-7           | 8 mar.        |

| \| Andata (9ª) \| Andata (9ª) \| Nona giornata \| Ritorno (18ª) \| Ritorno (18ª) \| \| \| \| \| \| \| \| 7 dic. \| 3-4 \| Fox Legnaro-Libertas Forlì \| 5-1 \| 15 mar. \| \| 7 dic. \| 1-11 \| CUS Verona-Vicenza \| 1-8 \| 15 mar. \| \| 7 dic. \| 5-7 \| Cittadella-Edera Trieste \| 5-10 \| 15 mar. \| \| 7 dic. \| 6-1 \| Tergeste Tigers-Old Style Torre Pellice \| 1-2 (dts) \| 15 mar. \| \| 7 dic. \| 3-4 (dts) \| Asiago Vipers-Milano \| 3-5 \| 15 mar. \| |             |                                         |               |               |
| Andata (9ª) | Andata (9ª) | Nona giornata                           | Ritorno (18ª) | Ritorno (18ª) |
| |             |                                         |               |               |
| 7 dic. | 3-4         | Fox Legnaro-Libertas Forlì              | 5-1           | 15 mar.       |
| 7 dic. | 1-11        | CUS Verona-Vicenza                      | 1-8           | 15 mar.       |
| 7 dic. | 5-7         | Cittadella-Edera Trieste                | 5-10          | 15 mar.       |
| 7 dic. | 6-1         | Tergeste Tigers-Old Style Torre Pellice | 1-2 (dts)     | 15 mar.       |
| 7 dic. | 3-4 (dts)   | Asiago Vipers-Milano                    | 3-5           | 15 mar.       |

## Play-off scudetto
|  | Quarti di finale | Quarti di finale | Quarti di finale | Quarti di finale | Quarti di finale |   |               | Semifinali | Semifinali | Semifinali | Semifinali | Semifinali | Semifinali | Semifinali |  |  | Finale | Finale | Finale | Finale | Finale | Finale | Finale |
|  |                  |                  |                  |                  |                  |   |               |            |            |            |            |            |            |            |  |  |        |        |        |        |        |        |        |
|  | 1                | Milano           | 10               | 7                |                  |   |               |            |            |            |            |            |            |            |  |  |        |        |        |        |        |        |        |
|  | 8                | Edera Trieste    | 1                | 0                |                  |   |               |            |            |            |            |            |            |            |  |  |        |        |        |        |        |        |        |
|  | 8                | Edera Trieste    | 1                | 0                |                  | 1 | Milano        | 2          | 6          | 6          |            |            |            |            |  |  |        |        |        |        |        |        |        |
|  |                  |                  |                  |                  |                  | 1 | Milano        | 2          | 6          | 6          |            |            |            |            |  |  |        |        |        |        |        |        |        |
|  |                  | 4                | Fox Legnaro      | 0                | 1                | 0 |               |            |            |            |            |            |            |            |  |  |        |        |        |        |        |        |        |
|  | 4                | 4                | Fox Legnaro      | 0                | 1                | 0 | Fox Legnaro   | 7          | 2          |            |            |            |            |            |  |  |        |        |        |        |        |        |        |
|  | 4                |                  |                  |                  |                  |   | Fox Legnaro   | 7          | 2          |            |            |            |            |            |  |  |        |        |        |        |        |        |        |
|  | 5                | Libertas Forlì   | 4                | 0                |                  |   |               |            |            |            |            |            |            |            |  |  |        |        |        |        |        |        |        |
|  |                  |                  |                  |                  |                  |   |               |            |            |            |            |            |            |            |  |  | 1      | Milano | 3      | 2      | 2      |        |        |
|  |                  |                  | 2                | Vicenza          | 7                | 3 | 4             |            |            |            |            |            |            |            |  |  |        |        |        |        |        |        |        |
|  | 3                | Asiago Vipers    | 3                | 10               |                  |   |               |            |            |            |            |            |            |            |  |  |        |        |        |        |        |        |        |
|  | 6                | Tergeste Tigers  | 0                | 3                |                  |   |               |            |            |            |            |            |            |            |  |  |        |        |        |        |        |        |        |
|  | 6                | Tergeste Tigers  | 0                | 3                |                  | 3 | Asiago Vipers | 2          | 2          | 2          |            |            |            |            |  |  |        |        |        |        |        |        |        |
|  |                  |                  |                  |                  |                  | 3 | Asiago Vipers | 2          | 2          | 2          |            |            |            |            |  |  |        |        |        |        |        |        |        |
|  |                  | 2                | Vicenza          | 5                | 4                | 5 |               |            |            |            |            |            |            |            |  |  |        |        |        |        |        |        |        |
|  | 2                | 2                | Vicenza          | 5                | 4                | 5 | Vicenza       | 13         | 12         |            |            |            |            |            |  |  |        |        |        |        |        |        |        |
|  | 2                |                  |                  |                  |                  |   | Vicenza       | 13         | 12         |            |            |            |            |            |  |  |        |        |        |        |        |        |        |
|  | 7                | Cittadella       | 1                | 2                |                  |   |               |            |            |            |            |            |            |            |  |  |        |        |        |        |        |        |        |

## Play-out salvezza
| Squadra 1  | Totale | Squadra 2               | Gara 1 | Gara 2      | Gara 3 |
| ---------- | ------ | ----------------------- | ------ | ----------- | ------ |
| CUS Verona | 2 - 0  | Old Style Torre Pellice | 3 - 2  | 2 - 1 (dts) |        |